# Orlen Monster Jam 2009
Orlen Monster Jam 2009 – polska edycja zawodów Monster Jam w Polsce, jakie odbyły się 30 maja 2009 na Stadionie Śląskim w Chorzowie. Były to pierwsze takie zawody w Polsce jak i w Europie Wschodniej, które zainaugurowały europejską serię Monster Jam.

## Wyniki

### Wyścig równoległy
| Lp | Państwo           | Team         | Czas       |
| -- | ----------------- | ------------ | ---------- |
| 1  | Polska            | VERVA        | 17.33 sek. |
| 2  | Stany Zjednoczone | El Toro Loco | 18.19 sek. |
| 3  | Stany Zjednoczone | Grave Digger | 19.14 sek. |

### Freestyle
| Lp | Państwo           | Team         | Punkty  |
| -- | ----------------- | ------------ | ------- |
| 1  | Stany Zjednoczone | Grave Digger | 31 pkt. |
| 2  | Stany Zjednoczone | El Toro Loco | 30 pkt. |
| 3  | Stany Zjednoczone | Donkey Kong  | 27 pkt  |
| 4  | Polska            | VERVA        | 25 pkt. |